# Villa Hortensia
Die Villa Hortensia ist eine 1902 errichtete Villa in Bad Reichenhall, einer Stadt im oberbayerischen Landkreis Berchtesgadener Land.
Das Gebäude und der zugehörige Zaun stehen unter Denkmalschutz und sind unter der Nummer D-1-72-114-133 in die Bayerische Denkmalliste eingetragen.

## Baubeschreibung
Der zweigeschossige Bau mit Eckerkerturm in der Salzburger Straße 20 besitzt Putzgliederungen im Stil der Neurenaissance. Der Eisenzaun, der das Grundstück einfriedet, ist bauzeitlich.

## Lage
Die Villa Hortensia befindet sich an der Ecke Salzburger- und Rinckstraße in Bad Reichenhall. Die Villa liegt zudem im Ensemble Kurviertel.